# Puerto Margarita
Puerto Margarita ist eine Ortschaft im  Departamento Tarija im südamerikanischen Andenstaat Bolivien.

## Lage im Nahraum
Puerto Margarita ist ein Ort im Vicecantón Chimeo im Municipio Entre Ríos in der Provinz Burnet O’Connor. Der Ort liegt auf einer Höhe von 502 m an einer etwa 200 Meter langen Brücke, die hier den Río Pilcomayo überspannt, knapp fünf Kilometer oberhalb der Mündung des Flusses Río Palos Blancos. Der Pilcomayo verlässt hier die Bergregion der Cordillera de Tajsara o Tarachaca mit seinen ihren engen Tälern, in der östlich anschließenden Ebene von Palos Blancos erreicht das Flussbett eine Breite von bis zu zwei Kilometern.

## Geographie
Puerto Margarita liegt am Rande der bolivianischen Cordillera Oriental im Übergangsgebiet zwischen dem bolivianischen Altiplano und dem dünn besiedelten Gran Chaco im Tiefland. Das Klima ist subtropisch und durch einen deutlichen Gegensatz zwischen Trockenzeit und Regenzeit gekennzeichnet.
Die jährliche Niederschlagssumme beträgt etwa 900 mm (siehe Klimadiagramm Puerto Margarita), die Monate Mai bis September sind arid mit Monatsniederschlägen von weniger als 25 mm, die Sommermonate von Dezember bis März weisen Monatswerte zwischen 150 und 180 mm auf. Die durchschnittliche Jahrestemperatur für die Region beträgt 23 °C die Monatstemperaturen schwanken zwischen 17 °C im Juni und 27 °C im Dezember.

## Verkehrsnetz
Palos Blancos liegt in östlicher Richtung 211 Straßenkilometer entfernt von Tarija, der Hauptstadt des Departamentos.
Von Tarija aus führt die Nationalstraße Ruta 1, die das bolivianische Hochland von Norden nach Süden durchquert und Tarija mit den Großstädten El Alto, Oruro und Potosí verbindet, acht Kilometer in südöstlicher Richtung. Dort zweigt die Ruta 11 nach Osten ab, die über Junacas Sur und Entre Ríos nach Palos Blancos und weiter über Villamontes und Ibibobo nach Cañada Oruro an der Grenze zu Paraguay führt. In Palos Blancos zweigt eine unbefestigte Landstraße nach Norden ab, die über Puerto Margarita die Erdgas- und Erdöl-Fördergebiete der Region erschließt.

## Bevölkerung
Die Einwohnerzahl des Ortes ist im vergangenen Jahrzehnt um etwa die Hälfte angestiegen:
| Jahr | Einwohner         | Quelle       |
| ---- | ----------------- | ------------ |
| 1992 | keine Detaildaten | Volkszählung |
| 2001 | 252               | Volkszählung |
| 2012 | 383               | Volkszählung |
| 2024 |                   | Volkszählung |

Die Region im Municipio Entre Ríos ist heute noch eines der Kerngebiete des Guaraní-Volkes, das seit Jahrtausenden im Paraná-Becken angesiedelt ist.